# Diocese de San Bernardo
A Diocese de San Bernardo (em latim: Dioecesis Sancti Bernardi) é uma diocese localizada na cidade de San Bernardo, pertencente a Arquidiocese de Santiago do Chile no Chile. Foi fundada em 13 de julho de 1987 pelo Papa João Paulo II. Com uma população católica de 62.815 habitantes, sendo 72,0% da população total, possui 43 paróquias com dados de 2017.

## História
A Diocese de San Bernardo foi criada em 13 de julho de 1987 pelo Papa João Paulo II através da Arquidiocese de Santiago do Chile. 

## Lista de bispos
A seguir uma lista de bispos desde a criação da diocese em 1987. 
|        | Nome                             | Período       | Notas  |
| Bispos | Bispos                           | Bispos        | Bispos |
| ------ | -------------------------------- | ------------- | ------ |
| 2º     | Juan Ignacio González Errázuriz  | 2003-presente |        |
| 1º     | Orozimbo Fuenzalida y Fuenzalida | 1987-2003     |        |